# Catedral de Santa Teresa (Changchun)
La Catedral de Santa Teresa  (en chino: 长春圣德肋撒教堂) es una catedral católica en Changchun, provincia de Jilin, en el país asiático de China. También se le llama simplemente "Iglesia católica de la ciudad de Changchun" o la Catedral Diocesana de Santa Teresa (en chino: 圣德肋撒主教座堂) en Changchun, porque el obispo de la diócesis de Jilin se trasladó aquí en 1994, desde la Catedral del Sagrado Corazón de Jesús en la ciudad de Jilin.
En 1895 un padre francés llegó a la zona de Changchun, con el fin de difudir el cristianismo, para 1898 una iglesia fue construida en el actual sitio. Durante la Revolución Cultural dirigida por Mao Zedong, todas las actividades religiosas se detuvieron en China. La catedral fue utilizada como centro de almacenamiento de libros, y un incendio en 1979 la dañó, excepto la parte frontal (entrada) En 2008 se completó su reconstrucción. Las ceremonias de Renovación se llevaron a cabo en diciembre.